# 吳暘
吳暘（1581年—1631年），字麗中，號南谷，南直隶常州府武进县军籍，明朝政治人物。

## 生平
萬曆三十一年（1603年）癸卯科应天府乡试第一百十四名举人，三十五年丁未科进士，初授大理寺评事，多平反。历任户部主事、员外、郎中，迁河南府知府。时帝爱子福藩国洛阳，其僮客放纵，吏不敢问。旸持己廉洁，守正不阿，僮客敛辑。历浙江、山东、广东三省副使，迁广东参政。香山澳者，倭夷贸易处也，屯聚万人，为奸民煽诱，筑城造炮台，有不轨志。巡抚何士晋议弭之，以属旸。旸严缉奸宄，杜绝交通，召其首谕以威德，咸俯首听命。遂堕其城，毁炮台，患遂息。会士晋以珰祸去，绩未上闻。天启五年迁四川按察使，七年三月晋江西右布政，崇祯二年转福建左布政，有剿抚海冠功。四年卒，赠太仆寺卿。

## 家族
曾祖吴天瑞。祖父吴時茂。父吴培。母杭氏。具庆下。弟吴惺、吴明、吴昭、吴恂。子吳伯尚，崇禎癸未進士。